# Jean Luc Roché
Jean Luc Roché (* 22. Dezember 1947 in Sainte-Foy-lès-Lyon, Metropole Lyon, Frankreich; † 13. September 2017 in Buenos Aires) war ein französischer Geigen- und Bogenbauer.

## Leben
Jean Luc Roché stammt aus einer Arbeiterfamilie. Sein Vater war Schreiner und Sargmacher. Seine Mutter verdiente sich Geld mit Sticken und als Haushilfe. Roché wuchs sehr behütet auf. Er war ein typischer Einzelgänger, eine Eigenschaft, die er zeit seines Lebens beibehielt. Schon als Jugendlicher hatte er sich sehr für alle möglichen Arten der Kunst interessiert, so erklären sich auch die vielen Besuche beim Dramatiker Marcel Achard.
Seine Eltern waren sehr bedacht, die Sensibilität und das Kunstinteresse ihres Kindes zu fördern, und das kam Roché zugute, als er sich entschloss, in das künstlerische Handwerk des Violinen- und Bogenbauers einzutreten. Er besuchte schon als Kind oft eine Geigenbauwerkstatt in seiner Nähe und war von dem Geruch der Werkstatt nach Leim und Holz sehr angetan. Der Meister der Werkstatt hatte bei Gustav Stark (Rohrbach b./Brambach) gelernt. Roché trat die Lehre zum Geigen- und Lautenmacher in dieser Werkstatt an, aber immer mehr interessierte er sich für den Violinbogenbau, und so wechselte er zu dem bekannten Geigen- und Bogenbauer Etienne Vatelot nach Paris. Roché war von der Ausbildung begeistert und dennoch überzeugt, dass er selbst in ein paar Jahren noch bessere Bögen als sein Meister herzustellen im Stande sein würde. Er beschloss nach weiteren zwei Jahren, die er in Brüssel bei verschiedenen Geigenbauern arbeitete, nach Brasilien zu gehen. Er wusste, dass dort die besten Hölzer für den Bogenbau zu finden sind. Entscheidend für seinen Erfolg und das hochklassige Niveau, das beim Bogenbau möglich ist, erreichte er 1998, als er Kontakt zu G. Natali in Brasilien aufnahm. Es genügte ihm ein Tag, um herauszufinden, wer die Holzlieferanten waren. So bekam er das Holz für den idealen Bogenbau.
Roché lebte ohne Arbeit einige Monate in Brasilien, kaufte Holz, und es blieb noch genügend Erspartes, um eine Werkstatt in Buenos Aires zu eröffnen. Wegen seiner Unfähigkeit, sich selbst zu vermarkten, konnte er so recht und schlecht seinen Unterhalt verdienen. Später reparierte ein Geigenbauer stundenweise Streichinstrumente in seiner Werkstatt. Er selbst aber baute weiterhin nur Bögen. Roché, der seit 2007 nach einem Autounfall auf einen Rollstuhl angewiesen war, musste seinen Angestellten entlassen, und erzeugte seither nur noch wenige Bögen im Jahr. Er arbeitete zurückgezogen in einer kleinen Wohnung im Vorort von Buenos Aires. Seine Bögen wurden ab 2011 exklusiv für Erika Ciesielski erzeugt. Sie traf Jean Luc Roché 2005 in Buenos Aires. Sie sprach ihn an, da er einen Katalog, wo Geigenbogen abgebildet waren, in der Hand hatte. Erika Ciesielski bemerkte sofort, dass Roché ein exzellenter Bogenbauer ist, und so wurde vereinbart, jährlich eine Mindestmenge an Bögen zu liefern. Rochés Unfall 2007 veranlasste Erika Ciesielski, einem behinderten Künstler zu helfen, eine gesicherte Auftragslage und Einkommen zu gewähren. Im Gegenzug bot Jean Luc Roché ihr einen Exklusivvertrag an.
Am 13. September 2017 verstarb Jean Luc Roché in Folge einer übergangenen Lungenentzündung.

## Werke
Roché entwickelte die Bogenmodelle von Lamy Père weiter und verstärkte wie Eugène Sartory den Schaft, allerdings achtete er darauf (im Gegensatz zu Sartory), dass keine Gewichtszunahme entsteht. Sein Standardmodell wird mit runder Stange und ausgesuchtem Fernambukholz hergestellt. Seitdem es verboten ist, Schildpatt und Elfenbein für den Bogenbau zu verwenden bzw. zu exportieren, werden die Bogenfrösche aus Ebenholz hergestellt. Die Silber und Goldmontur bleibt aber weiterhin. Auf Wunsch erzeugte Jean Luc Roché seit 2011 auch Bögen mit eckiger Stange. Gestempelt sind die Bögen mit J L ROCHE.